# 98 d'Aquari
98 d'Aquari (98 Aquarii) és una estrella de la constel·lació d'Aquari. És una estrella estrella gegant taronja del tipus K amb una magnitud aparent de +3,96. Està aproximadament a 162 anys llum de la Terra.